# فرندشیپ (پیتسبرگ)
فرندشیپ (به انگلیسی: Friendship) یک منطقهٔ مسکونی در ایالات متحده آمریکا است که در پیتسبرگ واقع شده‌است. محله‌ای از خانه‌های دوران ویکتوریایی بزرگ در انتهای شرقی شهر پیتسبرگ، پنسیلوانیا در حدود چهار مایلی (۶ کیلومتری) شرق مثلث طلایی پیتسبرگ است. فرندشیپ از شمال با گارفیلد (در خیابان پن)، از شرق با شرق لیبرتی (در خیابان نگلی)، از جنوب با شادی ساید (در خیابان سنتر)، و از غرب با بلومفیلد (در هر دو خیابان گراهام) هم‌مرز است. این شهر به سه ناحیه شورای شهر پیتسبرگ (۷، ۸ و ۹) تقسیم شده‌است. فرندشیپ ۱٬۷۸۵ نفر جمعیت دارد.